# Jodenhaas
Jodenhaas (ook wel schouderhaas of diamanthaas) is vlees dat zich bevindt in de schouders, dat wil zeggen aan de voorkant van het rund. 
Het stukje vlees heeft deze naam gekregen omdat orthodoxe joden vanwege hun spijswetten geen vlees van de achtervoet mogen eten. Een biefstuk van de rundervoorvoet is wel toegestaan. De jodenhaas heeft de vorm van ossenhaas, maar weegt slechts 300 tot 1200 gram al naargelang de kwaliteit/ het gewicht van het rund. Het is het meest malse stukje vlees uit de schouder.
De Engelstalige benaming is Jewish fillet of beef shoulder petite tender. De anatomische naam is musculus teres major.
Jodenhaas wordt wel verward met longhaas, maar die bevindt zich in de borstholte van het rund.